# Терминус
Терминус (англ. Terminus) — четвёртая серия двадцатого сезона британского научно-фантастического телесериала «Доктор Кто», состоящая из четырёх эпизодов, которые были показаны в период с 15 по 23 февраля 1983 года.

## Сюжет
По инструкциям Черного Стража Турлоу ломает ТАРДИС, заставляя её части исчезать. Как только поле нестабильности угрожает поглотить комнату Ниссы, позади девушки появляется дверь, и Доктор говорит ей пройти через неё. Для безопасности ТАРДИС приземляется на космическом корабле, идущему по неизвестному маршруту. Доктор и Нисса при исследовании корабля встречают двух пиратов, Кари и Ольвира, которые намерены разграбить груз судна.
Пиратский корабль бросает Кари и Ольвира, и оказывается, что корабль везёт лазаров, заражённых чумой, на станцию Терминус, которой владеет корпорация «Терминус», объявляющая, что лекарство есть только там, но никто оттуда ещё не вернулся. Нисса, отделившись от Доктора, заражается и присоединяется к лазарам. Терминус находится под управлением Ванира, а стражники носят радиационную защиту. Они - рабы, поддерживаемые наркотиком "гидромелем", поставляемым корпорацией.
Доктор узнаёт, что Терминус находится в центре известной вселенной и находит эту информацию весьма тревожной. Тем временем Ниссу приводят к Гарму, гиганту с головой собаки, который отводит её в камеру и облучает радиацией. Доктор с Кари находит пункт управления Терминусом, и понимает, что Терминус путешествует во времени. Когда-то топливо, на котором работает Терминус, стало нестабильным и уже погибший пилот попытался выбросить бак в вихрь времени. Это привело к "событию один" (Большой взрыв) и бросило Терминус на миллиарды лет в будущее. Но остался ещё один нестабильный бак с топливом, и компьютер уже начал отсчёт, чтобы сбросить и его. Второй взрыв, в отличие от первого, уничтожит вселенную.
Нисса просыпается, узнав, что она теперь здорова. Лечение работает, но оно бессистемно, и многие люди всё ещё умирают. Гарм об этом знает, но не может ничего сделать, пока его контролирует Ванир. С помощью Гарма Доктор останавливает отсчёт и обрезает провода контроля двигателя. По возвращении Доктор освобождает Гарма.
Нисса предлагает сделку Ваниру: в обмен на синтетический гидромель и освобождение от корпоративного влияния, они превращают Терминус из колонии прокаженных в настоящую больницу, а Гарм поможет им с улучшением лекарства. Решив, что её научные навыки нужнее здесь, она решает остаться и прощается с друзьями. Тиган и Доктор возвращаются на ТАРДИС, и Черный Страж говорит Турлоу о том, что это последний шанс убить Доктора.

## Трансляции и отзывы
| Эпизод            | Дата показа     | Продолжительность | Телезрители (в миллионах) |
| ----------------- | --------------- | ----------------- | ------------------------- |
| «Часть 1»         | 15 февраля 1983 | 24:58             | 6,8                       |
| «Часть 2»         | 16 февраля 1983 | 24:40             | 7,5                       |
| «Часть 3»         | 22 февраля 1983 | 24:39             | 6,5                       |
| «Часть 4»         | 23 февраля 1983 | 24:49             | 7,4                       |
| [ 1 ] [ 2 ] [ 3 ] |                 |                   |                           |

## Интересные факты
- В этом сезоне Доктор в каждой серии встречается со старыми врагами. В этой, предыдущей и последующей он сражается против Черного Стража, с которым он встречался в поисках ключа времени. Все три серии образуют сюжетную арку Черного Стража.
- Это последняя серия с участием Сары Саттон в роли Ниссы как регулярного компаньона. Позже она появляется во флэшбеке в серии «Пещеры Андрозани» и спецвыпуске «Измерения во времени».
- По сценарию Нисса снимает юбку из-за того, что она слишком давит на живот, однако в сериале это не очень заметно. Сама актриса рассказывала, что в студию приходило множество писем с жалобами на слишком большую закрытость одежды Ниссы, поэтому в своём последнем эпизоде она решилась на небольшой фансервис.